# Associazione Sportiva Roma 1961-1962
Questa voce raccoglie le informazioni riguardanti l'Associazione Sportiva Roma nelle competizioni ufficiali della stagione 1961-1962.

## Stagione
La stagione inizia con l'addio di Alfredo Foni. La società non si fa cogliere di sorpresa e ingaggia l'argentino Carniglia. Sul fronte del calciomercato arrivano Angelillo, oramai ai ferri corti con Herrera, Carpanesi e Jonsson. Nonostante la buona campagna acquisti la squadra si piazza solo quinta in campionato.

## Divise
La divisa primaria è costituita da maglia rossa con colletto a polo, pantaloncini bianchi, calze rosse bordate di giallo; in trasferta viene usata una maglia bianca con banda giallorossa orizzontale, pantaloncini bianchi e calzettoni bianchi bordati di giallorosso. I portieri hanno due divise, una costituita da maglia grigia con colletto a polo abbinata a calzoncini neri e calzettoni rossi bordati di giallo, l'altra da maglia gialla con colletto a polo rosso abbinata agli stessi calzettoni e calzoncini.
| Casa | Trasferta | 1ª div. portiere | 2ª div. portiere |

## Organigramma societario
Di seguito l'organigramma societario.
Area direttiva
- Presidente: Anacleto Gianni

Area tecnica
- Allenatore: Luis Carniglia

## Rosa
Di seguito la rosa.
| N. |                   | Ruolo | Calciatore              |
| -- | ----------------- | ----- | ----------------------- |
|    | Italia (bandiera) | P     | Fabio Cudicini          |
|    | Italia (bandiera) | P     | Giannantonio La Bella   |
|    | Italia (bandiera) | P     | Enzo Matteucci          |
|    | Italia (bandiera) | D     | Sergio Carpanesi        |
|    | Italia (bandiera) | D     | Giulio Corsini          |
|    | Italia (bandiera) | D     | Alfio Fontana           |
|    | Italia (bandiera) | D     | Giacomo Losi (capitano) |
|    | Italia (bandiera) | D     | Leopoldo Raimondi       |
|    | Italia (bandiera) | C     | Bruno Abbatini          |
|    | Italia (bandiera) | C     | Michele Chirico         |
|    | Italia (bandiera) | C     | Giancarlo De Sisti      |
|    | Italia (bandiera) | C     | Luigi Giuliano          |

| N. |                      | Ruolo | Calciatore              |
| -- | -------------------- | ----- | ----------------------- |
|    | Italia (bandiera)    | C     | Egidio Guarnacci        |
|    | Svezia (bandiera)    | C     | Torbjörn Jonsson        |
|    | Italia (bandiera)    | C     | Francisco Lojacono      |
|    | Italia (bandiera)    | C     | Giampaolo Menichelli    |
|    | Italia (bandiera)    | C     | Alberto Orlando         |
|    | Italia (bandiera)    | C     | Paolo Pestrin           |
|    | Italia (bandiera)    | C     | Juan Alberto Schiaffino |
|    | Italia (bandiera)    | A     | Antonio Angelillo       |
|    | Italia (bandiera)    | A     | Dino da Costa           |
|    | Italia (bandiera)    | A     | Cataldo Di Virgilio     |
|    | Argentina (bandiera) | A     | Pedro Manfredini        |
|    | Italia (bandiera)    | A     | Egidio Morbello         |

## Calciomercato
Di seguito il calciomercato.
| Acquisti | Acquisti                   | Acquisti    | Acquisti              |
| R.       | Nome                       | da          | Modalità              |
| -------- | -------------------------- | ----------- | --------------------- |
| P        | Enzo Matteucci             | SPAL        | definitivo            |
| D        | Sergio Carpanesi           | SPAL        | definitivo            |
| C        | Bruno Abbatini             | Tevere Roma | definitivo            |
| C        | Michele Chirico            | Modena      | definitivo            |
| C        | Torbjörn Jonsson           | Fiorentina  | definitivo            |
| A        | Dino da Costa              | Fiorentina  | riscatto comproprietà |
| A        | Antonio Valentín Angelillo | Inter       | definitivo            |

| Cessioni | Cessioni           | Cessioni | Cessioni   |
| R.       | Nome               | a        | Modalità   |
| -------- | ------------------ | -------- | ---------- |
| P        | Luciano Panetti    | Torino   | definitivo |
| D        | Antonio Marcellini | Siena    | definitivo |
| D        | Giosuè Stucchi     | Brescia  | definitivo |
| A        | Dino da Costa      | Atalanta | definitivo |
| A        | Alcides Ghiggia    | Milan    | definitivo |
| A        | Arne Selmosson     | Udinese  | definitivo |

## Risultati

### Serie A

#### Girone di andata
| Arbitro: | Righi (Milano) |

|               |           |                                  |
| Andersson 38’ | Marcatori | 49’, 78’ Manfredini 80’ Lojacono |

| Arbitro: | Gambarotta (Genova) |

|                                   |           |                                     |
| Pestrin 55’ Manfredini 65’ (rig.) | Marcatori | 13’ Hitchens 57’ Suárez 69’ Bettini |

| Arbitro: | Marchese (Napoli) |

|                     |           |  |
| Vincenzi 25’ (rig.) | Marcatori |  |

| Arbitro: | Leita (Udine) |

|                                                                   |           |                              |
| Benedetti 5’ (aut.) Orlando 46’ Angelillo 58’, 75’ Manfredini 88’ | Marcatori | 42’ (aut.) Corsini 78’ Oktay |

| Arbitro: | Rigato (Mestre) |

|            |           |  |
| Sívori 15’ | Marcatori |  |

| Arbitro: | Politano (Cuneo) |

|                                                             |           |  |
| Lojacono 22’ (rig.) da Costa 29’ Menichelli 49’ Orlando 74’ | Marcatori |  |

| Arbitro: | Righi (Milano) |

|  |           |                |
|  | Marcatori | 72’ Manfredini |

| Arbitro: | Angonese (Mestre) |

|  |           |              |
|  | Marcatori | 55’ Lojacono |

| Arbitro: | Marchese (Napoli) |

|                     |           |  |
| Lojacono 47’ (rig.) | Marcatori |  |

| Arbitro: | Bonetto (Torino) |

|                                     |           |             |
| David 56’ Pelagalli 77’ Greaves 89’ | Marcatori | 82’ Orlando |

| Arbitro: | Lo Bello (Siracusa) |

|                                                      |           |                        |
| Lojacono 12’ Angelillo 61’ Carpanesi 68’ Orlando 83’ | Marcatori | 3’ Mazzero 29’ Sormani |

| Arbitro: | Francescon (Padova) |

|            |           |                |
| Milani 61’ | Marcatori | 34’ Manfredini |

| Arbitro: | Lo Bello (Siracusa) |

|                              |           |                     |
| Carpanesi 19’ Manfredini 60’ | Marcatori | 34’ Albrigi 42’ Law |

| Arbitro: | Rigato (Mestre) |

|                                 |           |               |
| Bulgarelli 7’, 60’ Pascutti 59’ | Marcatori | 42’ Angelillo |

| Arbitro: | Righi (Milano) |

|                                               |           |            |
| Angelillo 49’ Orlando 64’ Manfredini 66’, 87’ | Marcatori | 25’ Massei |

| Bergamo 10 dicembre 1961, ore 14:30 16ª giornata | Atalanta        | 0 – 0 referto | Roma | Stadio Comunale (22.000 circa spett.)\| Arbitro: \| Genel (Trieste) \| |
| Arbitro:                                         | Genel (Trieste) |               |      |                                                                        |

| Arbitro: | De Robbio (Torre Annunziata) |

|                                |           |           |
| Angelillo 31’, 65’ Jonsson 43’ | Marcatori | 55’ Kölbl |

#### Girone di ritorno
| Arbitro: | Marchese (Napoli) |

|                                      |           |  |
| Manfredini 30’, 42’, 88’ Jonsson 17’ | Marcatori |  |

| Arbitro: | Lo Bello (Siracusa) |

|  |           |                |
|  | Marcatori | 80’ Manfredini |

| Arbitro: | Bonetto (Torino) |

|             |           |  |
| Pestrin 25’ | Marcatori |  |

| Palermo 14 gennaio 1962, ore 14:30 21ª giornata | Palermo          | 0 – 0 referto | Roma | Stadio La Favorita (19.000 circa spett.)\| Arbitro: \| Jonni (Macerata) \| |
| Arbitro:                                        | Jonni (Macerata) |               |      |                                                                            |

| Arbitro: | Francescon (Padova) |

|                                         |           |                                |
| Menichelli 21’ Jonsson 40’ Lojacono 74’ | Marcatori | 24’ Rosa 29’ Nicolè 71’ Sívori |

| Arbitro: | Marchese (Napoli) |

|                |           |             |
| Castellazzi 3’ | Marcatori | 40’ Orlando |

| Arbitro: | Gambarotta (Genova) |

|             |           |             |
| Pestrin 39’ | Marcatori | 62’ Vastola |

| Arbitro: | Bonetto (Torino) |

|                    |           |  |
| Angelillo 15’, 69’ | Marcatori |  |

| Arbitro: | Marchese (Napoli) |

|           |           |                                              |
| Siciliano | Marcatori | 16’ Orlando 18’ Jonsson 47’ (rig.) Angelillo |

| Arbitro: | Lo Bello (Siracusa) |

|  |           |                 |
|  | Marcatori | 45’ (aut.) Losi |

| Arbitro: | Francescon (Padova) |

|                         |           |                     |
| Recagni 22’ Sormani 49’ | Marcatori | 60’ (aut.) Morganti |

| Arbitro: | Jonni (Macerata) |

|              |           |  |
| De Sisti 15’ | Marcatori |  |

| Arbitro: | Marchese (Napoli) |

|               |           |                      |
| Locatelli 37’ | Marcatori | 5’ (rig.) Manfredini |

| Arbitro: | Jonni (Macerata) |

|            |           |                   |
| Jonsson 8’ | Marcatori | 22’, 84’ Pascutti |

| Arbitro: | Lo Bello (Siracusa) |

|            |           |                           |
| Micheli 8’ | Marcatori | 2’ Menichelli 38’ Jonsson |

| Arbitro: | De Robbio (Torre Annunziata) |

|                                       |           |              |
| Menichelli 3’ Jonsson 53’ Colombo 81’ | Marcatori | 27’ da Costa |

| Arbitro: | Angelini (Firenze) |

|  |           |                                 |
|  | Marcatori | 60’, 78’ Jonsson 87’ Menichelli |

### Coppa Italia
| Arbitro: | Bonetto (Torino) |

|            |                      |         |
| Manfredini | Tiri di rigore 6 – 4 | Longoni |

| Arbitro: | Campanati (Milano) |

|  |           |             |
|  | Marcatori | 66’ Corelli |

### Coppa delle Fiere
| Arbitro: | Blavier |

|                                |           |  |
| Fantham 6’ Young 33’, 35’, 79’ | Marcatori |  |

| Arbitro: | Huber |

|                 |           |  |
| Swan 80’ (aut.) | Marcatori |  |

### Coppa dell'Amicizia italo-franco-svizzera
| Arbitro: | Sbardella |

|                      |           |  |
| Angelillo 57’ (rig.) | Marcatori |  |

| Arbitro: | Villemin |

|  |           |                                       |
|  | Marcatori | 54’ Jonsson 70’ Orlando 90’ Angelillo |

| Arbitro: | Righetti |

|                                            |           |  |
| Jonsson 23’, 43’ Angelillo 26’ Orlando 59’ | Marcatori |  |

| Arbitro: | Ferrari |

|                                    |           |                |
| Micheli 29’, 37’ Dell'Omodarme 57’ | Marcatori | 24’ Manfredini |

| Arbitro: | Keller |

|                            |           |                          |
| Manfredini 13’ Jonsson 76’ | Marcatori | 11’ Oudjani 83’ Deloffre |

| Arbitro: | Keller |

|                                     |                      |                                       |
| Kosso 18’ Oudjani 23’ Wisnieski 47’ | Marcatori            | 5’, 57’ Jonsson 90’ (rig.) Manfredini |
| Wisnieski                           | Tiri di rigore 5 – 4 | Manfredini                            |

## Statistiche

### Statistiche di squadra
Di seguito le statistiche di squadra.
| Competizione                              | Punti | In casa | In casa | In casa | In casa | In casa | In casa | In trasferta | In trasferta | In trasferta | In trasferta | In trasferta | In trasferta | Totale | Totale | Totale | Totale | Totale | Totale | DR  |
| Competizione                              | Punti | G       | V       | N       | P       | Gf      | Gs      | G            | V            | N            | P            | Gf           | Gs           | G      | V      | N      | P      | Gf     | Gs     | DR  |
| ----------------------------------------- | ----- | ------- | ------- | ------- | ------- | ------- | ------- | ------------ | ------------ | ------------ | ------------ | ------------ | ------------ | ------ | ------ | ------ | ------ | ------ | ------ | --- |
| Serie A                                   | 44    | 17      | 11      | 3       | 3       | 41      | 19      | 17           | 7            | 5            | 5            | 20           | 16           | 34     | 18     | 8      | 8      | 61     | 35     | +26 |
| Coppa Italia                              | -     | 2       | 0       | 1       | 1       | 0       | 1       | 0            | 0            | 0            | 0            | 0            | 0            | 2      | 0      | 1      | 1      | 0      | 1      | -1  |
| Coppa delle Fiere                         | -     | 1       | 1       | 0       | 0       | 1       | 0       | 1            | 0            | 0            | 1            | 0            | 4            | 2      | 1      | 0      | 1      | 1      | 4      | -3  |
| Coppa dell'Amicizia italo-franco-svizzera | -     | 3       | 2       | 1       | 0       | 7       | 2       | 3            | 1            | 1            | 1            | 7            | 6            | 6      | 3      | 2      | 1      | 14     | 8      | +6  |
| Totale                                    | -     | 23      | 14      | 5       | 4       | 49      | 22      | 21           | 8            | 6            | 7            | 27           | 26           | 44     | 19     | 9      | 10     | 76     | 48     | +28 |

### Andamento in campionato
| Giornata  | 1 | 2 | 3  | 4 | 5  | 6 | 7 | 8 | 9 | 10 | 11 | 12 | 13 | 14 | 15 | 16 | 17 | 18 | 19 | 20 | 21 | 22 | 23 | 24 | 25 | 26 | 27 | 28 | 29 | 30 | 31 | 32 | 33 | 34 |
| --------- | - | - | -- | - | -- | - | - | - | - | -- | -- | -- | -- | -- | -- | -- | -- | -- | -- | -- | -- | -- | -- | -- | -- | -- | -- | -- | -- | -- | -- | -- | -- | -- |
| Luogo     | T | C | T  | C | T  | C | T | T | C | T  | C  | T  | C  | T  | C  | T  | C  | C  | T  | C  | T  | C  | T  | C  | C  | T  | C  | T  | C  | T  | C  | T  | C  | T  |
| Risultato | V | P | P  | V | P  | V | V | V | V | P  | V  | N  | N  | P  | V  | N  | V  | V  | V  | V  | N  | N  | N  | N  | V  | V  | P  | P  | V  | N  | P  | V  | V  | V  |
| Posizione | 1 | 9 | 12 | 8 | 11 | 9 | 8 | 5 | 4 | 6  | 4  | 4  | 4  | 6  | 6  | 6  | 5  | 4  | 4  | 4  | 4  | 4  | 4  | 4  | 4  | 4  | 4  | 5  | 5  | 5  | 5  | 5  | 5  | 5  |

Legenda:

Luogo: C = Casa; T = Trasferta. Risultato: V = Vittoria; N = Pareggio; P = Sconfitta.

### Statistiche dei giocatori
Desunte dai tabellini del Corriere dello Sport.
| Giocatore        | Serie A  | Serie A | Coppa Italia | Coppa Italia | Coppa delle Fiere | Coppa delle Fiere | Coppa dell'Amicizia italo-franco-svizzera | Coppa dell'Amicizia italo-franco-svizzera | Totale   | Totale |
| Giocatore        | Presenze | Reti    | Presenze     | Reti         | Presenze          | Reti              | Presenze                                  | Reti                                      | Presenze | Reti   |
| ---------------- | -------- | ------- | ------------ | ------------ | ----------------- | ----------------- | ----------------------------------------- | ----------------------------------------- | -------- | ------ |
| B. Abbatini      | 2        | 0       | 1            | 0            | 0                 | 0                 | 2                                         | 0                                         | 5        | 0      |
| A. Angelillo     | 24       | 10      | 2            | 0            | 2                 | 0                 | 6                                         | 3                                         | 34       | 13     |
| S. Carpanesi     | 29       | 2       | 2            | 0            | 1                 | 0                 | 5                                         | 0                                         | 37       | 2      |
| M. Chirico       | 0        | 0       | 1            | 0            | 0                 | 0                 | 5                                         | 0                                         | 6        | 0      |
| G. Corsini       | 26       | 0       | 2            | 0            | 1                 | 0                 | 6                                         | 0                                         | 35       | 0      |
| F. Cudicini      | 30       | -30     | 2            | -1           | 2                 | -4                | 6                                         | -8                                        | 40       | -43    |
| D. da Costa      | 5        | 1       | 0            | 0            | 0                 | 0                 | 0                                         | 0                                         | 5        | 1      |
| G. De Sisti      | 11       | 1       | 1            | 0            | 2                 | 0                 | 3                                         | 0                                         | 17       | 1      |
| C. Di Virgilio   | 0        | 0       | 0            | 0            | 0                 | 0                 | 3                                         | 0                                         | 3        | 0      |
| A. Fontana       | 34       | 0       | 2            | 0            | 2                 | 0                 | 6                                         | 0                                         | 44       | 0      |
| L. Giuliano      | 1        | 0       | 0            | 0            | 0                 | 0                 | 0                                         | 0                                         | 1        | 0      |
| E. Guarnacci     | 10       | 0       | 2            | 0            | 0                 | 0                 | 6                                         | 0                                         | 18       | 0      |
| T. Jonsson       | 17       | 9       | 2            | 0            | 1                 | 0                 | 6                                         | 6                                         | 26       | 15     |
| G. La Bella      | 0        | -0      | 0            | -0           | 0                 | -0                | 0                                         | -0                                        | 0        | -0     |
| F. Lojacono      | 17       | 6       | 0            | 0            | 1                 | 0                 | 0                                         | 0                                         | 18       | 6      |
| G. Losi          | 34       | 0       | 0            | 0            | 2                 | 0                 | 1                                         | 0                                         | 37       | 0      |
| P. Manfredini    | 22       | 14      | 2            | 0            | 1                 | 0                 | 4                                         | 3                                         | 29       | 17     |
| E. Matteucci     | 4        | -5      | 0            | -0           | 0                 | -0                | 1                                         | -0                                        | 5        | -5     |
| G. Menichelli    | 34       | 5       | 0            | 0            | 2                 | 0                 | 1                                         | 0                                         | 37       | 5      |
| E. Morbello      | 0        | 0       | 1            | 0            | 0                 | 0                 | 0                                         | 0                                         | 1        | 0      |
| A. Orlando       | 30       | 7       | 2            | 0            | 2                 | 0                 | 6                                         | 2                                         | 40       | 9      |
| P. Pestrin       | 34       | 3       | 0            | 0            | 2                 | 0                 | 3                                         | 0                                         | 39       | 3      |
| L. Raimondi      | 0        | 0       | 0            | 0            | 1                 | 0                 | 0                                         | 0                                         | 1        | 0      |
| J. A. Schiaffino | 10       | 0       | 0            | 0            | 0                 | 0                 | 0                                         | 0                                         | 10       | 0      |

### Videografia
- Manuela Romano (a cura di), La storia della A.S. Roma (10 DVD-Video), Corriere dello Sport, Rai Trade, 2006.